# Andròmeda (mitologia)
Andròmeda (en grec antic: Άνδρομέδη) era, segons la mitologia grega, la filla de Cefeu, rei d'Etiòpia, i de Cassiopea.
Els seus pares van ser castigats perquè Cassiopea es creia la més bella de les Nereides. Aquestes, geloses, van demanar a Posidó que les vengés d'aquell insult. El déu, per complaure-les, provocà inundacions, i envià la Balena (Cetus) a destruir les terres de Cefeu. El rei va consultar l'oracle d'Ammó, que va dir que Andròmeda havia de ser sacrificada al monstre marí per a evitar el càstig del qual era víctima el poble d'Etiòpia. Els etíops van obligar el rei a acceptar el sacrifici i la jove va ser lligada a una roca.
Quan Perseu tornava de matar la Medusa, volant gràcies a les seves sandàlies alades obsequi de les Nàiades, va veure Andròmeda i se'n va enamorar. Va baixar a la platja per parlar amb Cefeu i Cassiopea. Els va demanar de casar-se amb la seva filla si aconseguia matar el monstre. Els pares van acceptar. Perseu va lluitar amb el monstre marí i el va matar utilitzant el cap de Medusa que convertia en pedra tot aquell qui la mirava encara que estigués morta. Perseu i Andròmeda es casaren. Però Fineu, que havia estat promès a la noia, va organitzar una conjura contra Perseu. L'heroi la descobrí i va mostrar el cap de la Medusa als seus enemics, que van quedar convertits en pedra. En partir d'Etiòpia, Perseu s'endugué Andròmeda a Argos, i després a Tirint. En aquesta ciutat van tenir diversos fills i una filla, entre ells Heleu.
A la seva mort van ser col·locats dalt del cel com a les constel·lacions de Perseu i Andròmeda per Atena.

## Representacions
La figura d'Andròmeda encadenada a la roca representa un aspecte feble de la dona arquetípica que troba en l'home el seu defensor natural. Aquesta visió ha inspirat moltes obres d'art clàssiques. L'estructura del mite es repeteix també en moltes pel·lícules en les quals una dona indefensa és rescatada per l'heroi, atorgant a aquest l'oportunitat de lluir-se.
- Andròmeda; Pintura de Ticià
- Andròmeda Joachim Wtewael, Louvre
- Andromeda encadenada a les roques (Rembrandt, 1630)
- Pintura d'Edward Poynter
- Els pares d'Andròmeda remercien Perseu per haver-la salvat (1679) Pierre Mignard
- Andròmeda encadenada a la roca per les Nereides (1840) de Théodore Chassériau
- Andròmeda de Piero di Cosimo
- (1892) de M. Arosa
- Andròmeda. Escultura de Domenico Guidi.
- Andròmeda i Perseu de Giorgio Vasari,
- Dibuix d'Eugène Delacroix
- Andròmeda de Carlo Saraceni
- Paul Gustave Doré va pintar Andròmeda exposada al monstre marí el 1869
- «Perseu allibera Andròmeda» de Peter Paul Rubens 
(oli sobre plafó, 100x138,5 cm, Gemäldegalerie, Berlín)